# Lotophagen
Die Lotophagen oder Lotosesser (altgriechisch Λωτοφάγοι Lōtophágoi, von λωτός lōtós, deutsch ‚Lotos‘ und φαγεῖν phageín, deutsch ‚essen‘) sind ein Inselvolk in Homers Odyssee aus der griechischen Mythologie. Ihr Hauptnahrungsmittel sind die Früchte eines Lotosbaumes, die eine berauschende Wirkung haben.

## Lotophagen in derOdyssee
Als Odysseus mit seinen Gefährten an Land geht, schickt er drei Männer zur Erkundung aus. Diese werden von den Lotophagen freundlich empfangen. Als Willkommensgeschenk geben sie den Gefährten Lotos. Darauf vergessen die Männer ihre Heimat und den Zweck ihrer Landung. Odysseus muss die drei Männer in das Schiff zurückzwingen. Danach reisen sie los und kehren nicht mehr zurück.

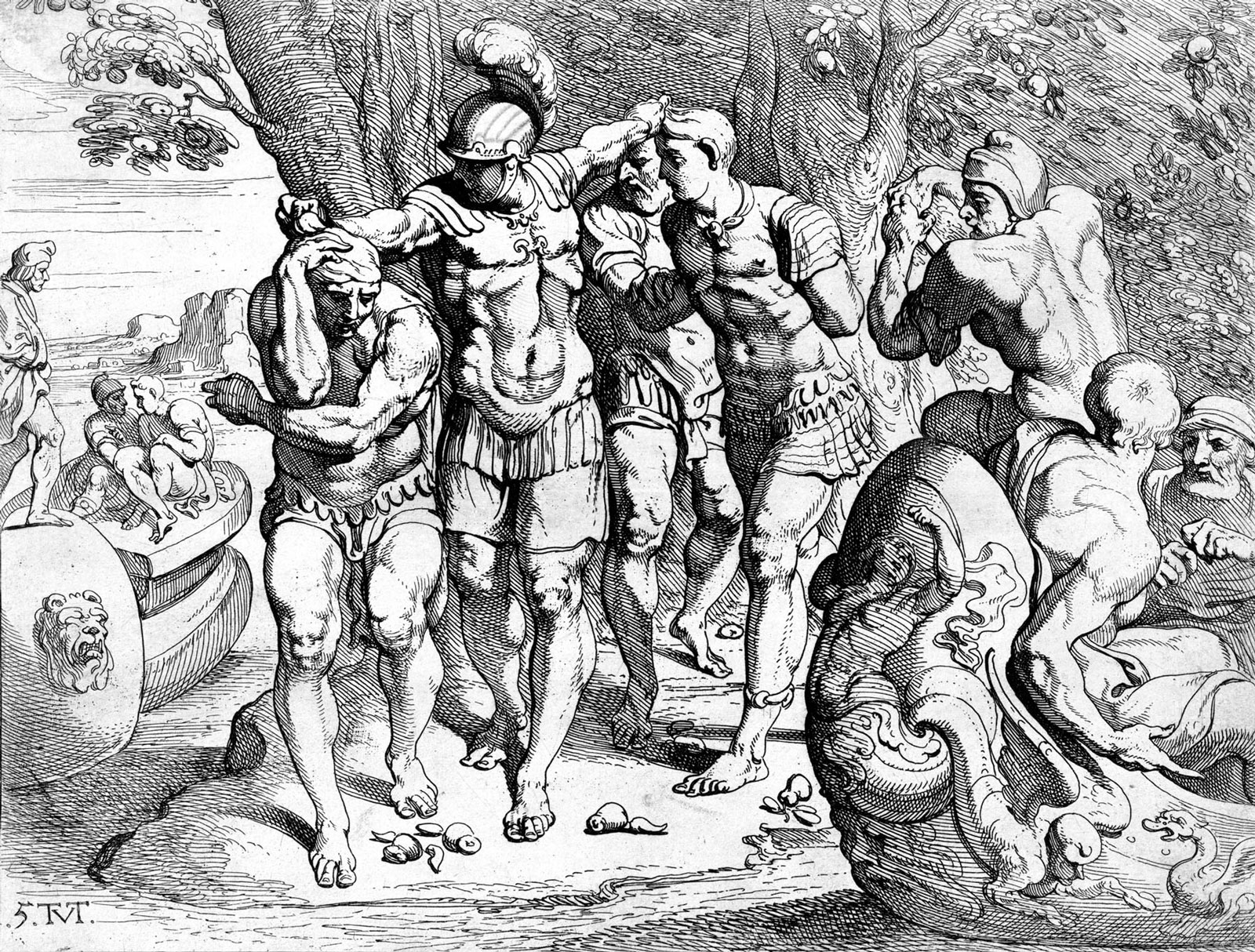
Odysseus bringt seine Gefährten weg von den Lotophagen

Und neun Tage trieb ich, von wütenden Stürmen geschleudert,

Über das fischdurchwimmelte Meer; am zehnten gelangt’ ich

Hin zu den Lotophagen, die blühende Speise genießen.

Allda stiegen wir an das Gestad’, und schöpften uns Wasser.

Eilend nahmen die Freunde das Mahl bei den rüstigen Schiffen.

Und nachdem wir uns alle mit Trank und Speise gesättigt,

Sandt’ ich einige Männer voran, das Land zu erkunden,

Was für Sterbliche dort die Frucht des Halmes genössen:

Zween erlesene Freund’; ein Herold war ihr Begleiter.

Und sie erreichten bald der Lotophagen Versammlung.

Aber die Lotophagen beleidigten nicht im geringsten

Unsere Freunde; sie gaben den Fremdlingen Lotos zu kosten.

Wer nun die Honigsüße der Lotosfrüchte gekostet,

Dieser dachte nicht mehr an Kundschaft oder an Heimkehr:

Sondern sie wollten stets in der Lotophagen Gesellschaft

Bleiben, und Lotos pflücken, und ihrer Heimat entsagen.

Aber ich zog mit Gewalt die Weinenden wieder ans Ufer,

Warf sie unter die Bänke der Schiff’, und band sie mit Seilen.

Drauf befahl ich und trieb die übrigen lieben Gefährten,

Eilend von dannen zu fliehn, und sich in die Schiffe zu retten,

Daß man nicht, vom Lotos gereizt, der Heimat vergäße.

Und sie traten ins Schiff, und setzten sich hin auf die Bänke,

Saßen in Reihn, und schlugen die graue Woge mit Rudern.

Also steuerten wir mit trauriger Seele von dannen.

## Weitere Berichte über die Lotophagen und Lokalisierung
Lotophagen werden auch von anderen antiken Autoren erwähnt. Herodot berichtete im 5. Jahrhundert v. Chr. von einem Volk, das er Lotophagen nennt, das an der libyschen Küste westlich der Maken und östlich der Machlyer, in der Nähe der Gindanen lebte. Das Gebiet der Machlyer, die laut Herodot ebenfalls Lotos, aber in geringerem Umfang, verzehrt haben, soll im Westen bis zum Fluss Triton, der in den Tritonsee mündete, gereicht haben. Der Lotos ist nach Herodot eine Frucht von der Größe der Frucht des Mastixbaums, die aber ähnlich süß wie Datteln sei. Die Lotophagen hätten auch Wein daraus hergestellt.
Auch der griechische Feldherr und Historienschreiber Xenophon spielte in seiner Anabasis mit einer Rede an seine Mitsoldaten auf die zu Lotophagen gewordenen Gefährten des Odysseus bei Homer an. Dort sagt er, dass das nach Persien gezogene Söldnerheer zu Lotophagen werden und seinen Weg nach Hause vergessen würde, sollten sie sich dort in der Ferne als Ansässige niederlassen und nicht in die Heimat zurückkehren können.
Eratosthenes, ein griechischer Gelehrter aus Alexandria (3. Jahrhundert v. Chr.), meinte, sie seien auf Meninx, heute Djerba, ansässig.
Mehrere Forscher lokalisieren die Lotophagen der Odyssee an der Großen Syrte oder an der Küste der Kyrenaika.

## Motivgeschichte
Das 1832 publizierte Gedicht The Lotos-Eaters von Alfred Lord Tennyson nimmt dieses Motiv auf.
Ezra Pound greift in seinem Epos The Cantos (1915), das viele Homer-Bezüge enthält, unter anderem auf den Lotophagen-Mythos zurück.
Die Lotophagen spielen eine große Rolle in James Joyce’ Roman Ulysses. In der ursprünglichen Gliederung, die Joyce am 21. September 1920 an Carlo Linati, den italienischen Kritiker und Übersetzer von Exiles schickte, beziehen sich die Lotophagen als Überschrift auf die zweite Episode im Teil II (Odyssee). In der Lotophagen-Episode holt Bloom im Westland Row Post Office einen an Henry Flower adressierten Brief ab, ein Zeichen seiner verborgenen Korrespondenz mit Martha Clifford. Die Lotophagen sind Vorbild und Gleichnis für das Volk der Iren, speziell der Einwohner Dublins.
W. Somerset Maugham hat 1935 eine Short Story mit dem Titel The Lotus Eater veröffentlicht.
Von Stanley G. Weinbaum gibt es eine Science-Fiction-Kurzgeschichte The Lotus Eaters (1935; deutsche Hörspielfassung Die Lotosesser BR/SDR 1978).
Ein Song von Nick Cave trägt den Titel The Night of the Lotus Eaters (Album Dig!!! Lazarus Dig!!!, 2008).
Auch die schwedische Band Opeth hat einen Song mit dem Titel The Lotus Eater (Album Watershed, 2008) veröffentlicht.
Im Film Percy Jackson – Diebe im Olymp gehen Percy und seine Freunde auf der Suche nach einer Perle in ein Casino in Las Vegas namens Lotos, in dem den Besuchern Lotusküchlein angeboten werden, von denen sie so glücklich sind, dass sie nie wieder weg wollen. Als Percy das herausfindet, werden die Hotelangestellten als Lotophagen identifiziert.
Ein Stück mit Namen The Lotus Eaters gehörte zum Live-Repertoire der Gruppe Dead Can Dance – da es kurz vor der Trennung der Band 1998 entstand, wurde es zunächst nicht veröffentlicht, wurde 2003 aber in eine Best-Of-Zusammenstellung mit aufgenommen. Des Weiteren wurde ein Tributalbum für sie nach diesem Titel benannt.
Das 2006 geschriebene Stück lótofagos des Komponisten Beat Furrer verwendet das gleichnamige Gedicht von José Angel Valente aus dem Jahr 2000, das ebenfalls von Gedächtnisverlust und dem Umgang damit handelt.
In der Serie The White Lotus heißt die 5. Episode von Staffel 1 Die Lotusesser (The Lotus-Eaters).
Die Episode 4 der zweiten Staffel von Star Trek: Strange New Worlds trägt den Namen Unter den Lotusessern (Among the Lotus Eaters). Die Besatzung, allen voran das Außenteam, verliert langsam jede Erinnerung.
Das Album Vanitas Vanitatvm von 2018 der deutschen Metalband Helrunar enthält den Titel Lotusphagoi.